# Nhạc drone
Nhạc drone (có khi gọi là drone-based music, drone ambient, ambient drone,) là một thể loại âm nhạc tối giản nhấn mạnh vào việc sử dụng những âm thanh, nốt, hoặc chùm nốt (tone cluster) được kéo đài/lập lại – gọi là drone. Những nhạc khúc drone thường rất dài với sự thay đổi hòa âm tương đối ít so với các thể loại nhạc khác.